# Lethrus fallax
Lethrus fallax là một loài bọ cánh cứng trong họ Geotrupidae. Loài này được Nikolajev miêu tả khoa học năm 1975.